# Frits Thaulow
Johan Frederik  Thaulow, dit Frits Thaulow, né à Christiania (Norvège) le 20 octobre 1847, et mort à Edam-Volendam (Pays-Bas) le 5 novembre 1906, est un peintre et graveur impressionniste norvégien.
Il est considéré comme un des pionniers de la peinture naturaliste norvégienne.

## Biographie
Frits est le fils d'un pharmacien, Harald Conrad Thaulow appartenant à une riche famille bourgeoise dano-norvégienne, qui a vécu au Schleswig-Holstein, alors seigneurie danoise en Allemagne. Sa mère Nina ou Nicoline Lovise Munch est native d'Oslo. Frits est l'aîné des cinq enfants du couple.
Né et élevé à Kristiana, il est formé à l'académie des Beaux-Arts de Copenhague. Il séjourne ensuite fréquemment en Allemagne et en France.

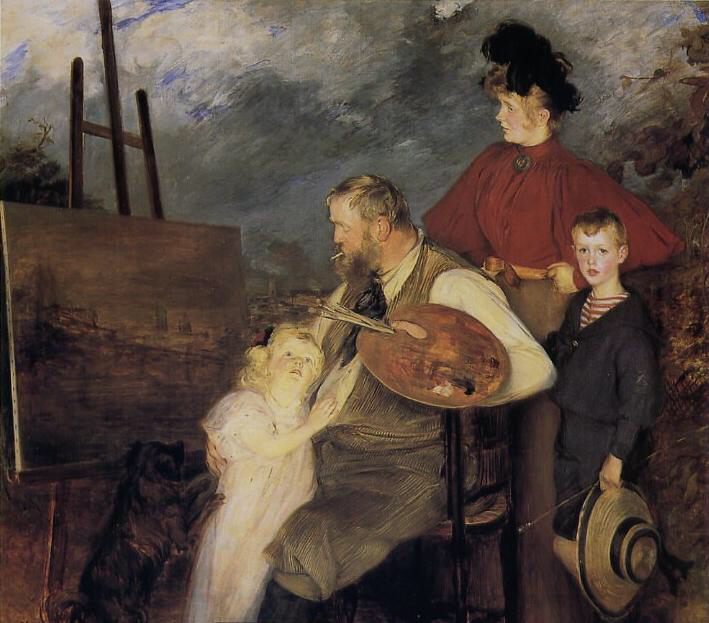
Jacques-Émile Blanche, Le Peintre Thaulow et ses enfants (1895), Paris, musée d'Orsay.

Il se fait connaître du public bourgeois par des peintures de pêcheurs en barques et de rivages maritimes. Ces dernières dépassent en nombre celles de rivières et de rives, comme celles de chemins et de rues. Ces toiles maritimes et fluviales obtiennent un franc succès durant la Belle Époque. Il est influencé alors par le naturalisme de Jules Bastien-Lepage et par l'école de Barbizon.
Il est professeur à l'école de peinture de Modum, qu'il avait contribué à fonder. Edward Munch est un de ses élèves, pour lesquels il parvient par ses sollicitations à obtenir une bourse de l'État norvégien.
Frits Thaulow s'est marié deux fois en Norvège. Il a épousé en premières noces en 1874 Ingeborg Gad (1851-1909), sœur de Mette Sophie Gad et donc belle-sœur de Paul Gauguin. Divorcé, il a ensuite épousé en secondes noces en 1886 Alexandra Lassen (1861-), avant de revenir vivre avec sa première femme. Le premier couple a eu cinq enfants, dont trois nés en dehors du premier mariage religieux, mais reconnus.
Son frère Carl, médecin, a épousé Milly Ihlen, une des premières muses d'Edvard Munch.
Il est l'un des cofondateurs du Salon du Champ-de-Mars avec, entre autres, Jean-Charles Cazin, Alfred Roll, Léon Lhermitte et Carolus-Duran, et il est membre du jury de l’Exposition universelle de 1889 à Paris. Il est célèbre pour ses scènes d'hiver et ses fluides toiles de rivières au réalisme puissant. Il rencontre Auguste Rodin en 1892, une vive amitié naît, et les deux artistes échangent des œuvres.
En septembre 1892, il passe par Montreuil alors qu'il partait pour Venise. Il s'installe dans la petite ville jusqu'en 1894. Il y rencontre une colonie d'artistes anglo-saxons qui a été séduite par le charme de ses remparts à proximité du port d'Étaples où résident d'autres artistes réunis en une sorte de colonie. La renommée artistique de Thaulow fera en partie connaître ces petites villes de la baie de Canche.
Entre 1894 et 1898, il séjourne à Dieppe mais revient souvent dans le Pas-de-Calais y retrouver ses amis peintres Henri Le Sidaner et Henri Duhem. En juin 1899, il rejoint la Société nouvelle de peintres et de sculpteurs, avec une première exposition collective à la galerie Georges Petit à Paris en mars 1900. Il poursuit son voyage vers Quimperlé (1901) puis Beaulieu-sur-Dordogne (1903).
Après la mort de Frits Thaulow, la vente des tableaux de son atelier a eu lieu à la galerie Georges Petit à Paris, les 6 et 7 mai 1907. Le catalogue de cette vente comporte 108 toiles et 10 autres œuvres (pastels, dessin, gravures en couleurs). Georges Petit représentait et vendait son œuvre depuis l'installation du peintre en France.
Jacques-Émile Blanche a peint un portrait de lui et de sa famille (1895, Paris, musée d'Orsay).

## Œuvres dans les collections publiques

### Aux États-Unis
- Philadelphie: Museum of Art :
  - Moulin à eau, 1892, huile sur toile[5];
  - Scène de neige, 1893, huile sur toile[6];
  - Paysage d'hiver, 1895, huile sur toile[7].

### En France
- Dieppe, Château-Musée : La Rivière à Manéhouville, huile sur toile[8];
- Paris, Musée d'Orsay : 
  - Hiver en Norvège, 1886, huile sur toile[9] ;
  - Une Fabrique sous la neige en Norvège, 1892, pastel sur papier[10] ;
- Paris, Musée Rodin : Fabriques dans la neige, en Norvège 1891-1892, huile sur toile[11] ;
- Paris, Petit Palais : La Nouvelle Fabrique de Lillehamer, 1905-1906, huile sur toile[12] ;
- Reims, Musée des Beaux-Arts :
  - Soleil couchant sur l'Arques à Péquigny, huile sur toile[13];
  - Fabriques en Norvège, les deux moulins sur la rivière Mesma, vers 1905-1906, huile sur toile[14];
- Rouen, Musée des Beaux-Arts : La Vieille Fabrique, avant 1906, huile sur toile[15];
- Strasbourg, Musée d'Art moderne et contemporain:
  - Vieille fabrique sur la Somme (soir), 1896-1897, huile sur toile[16];
  - Paysage, 1903, huile sur toile[17];
- Le Touquet, Musée municipal : Camiers en 1892, huile sur toile[18].

### En Norvège
- Bergen, Bergen Kunstmuseum ;
- Oslo, Galerie nationale, 37 œuvres acquises.
  - L'Hiver sur la rivière Simoa, 1883, Huile sur toile, 49 × 78 cm[19].

Œuvres de Frits Thaulow
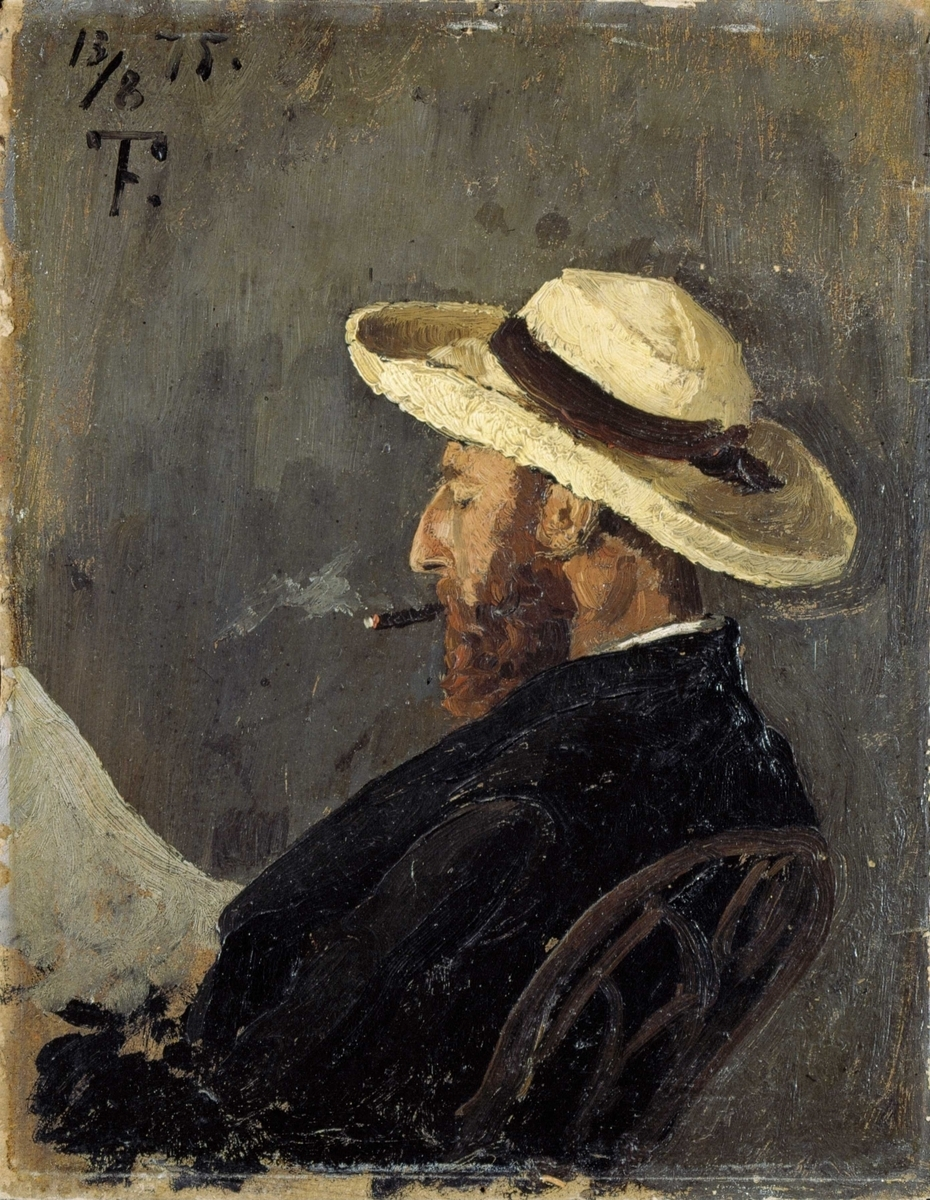
Portrait de Frederik Collett 1875
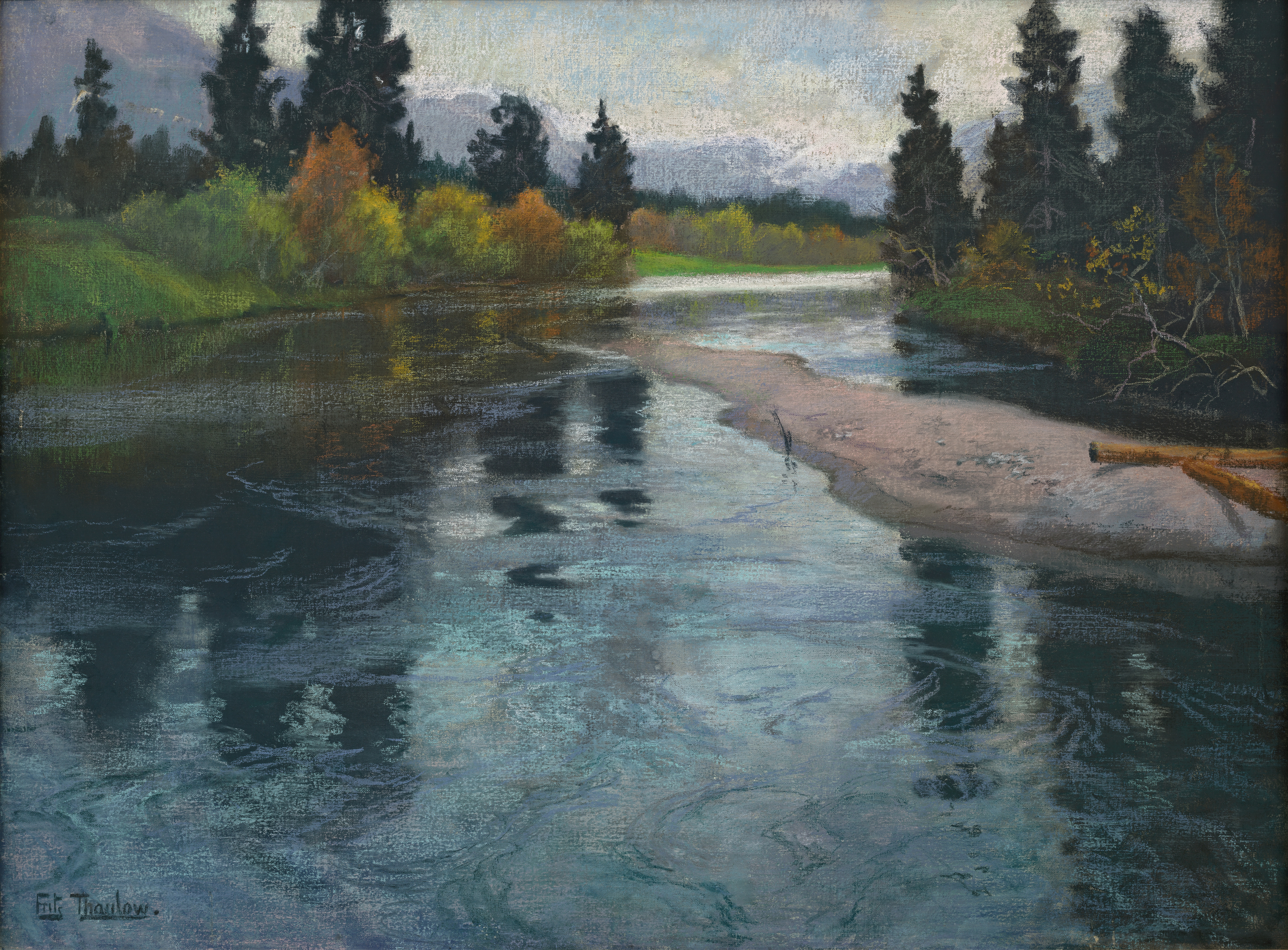
Une rivière 1883
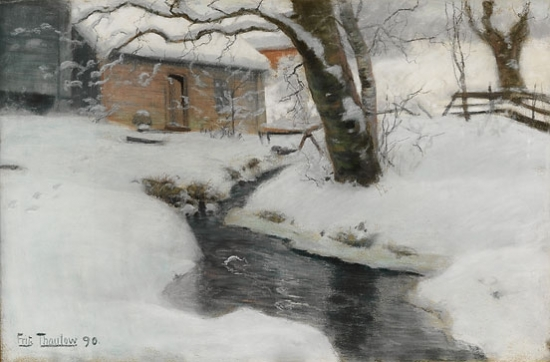
Norsk vinterlandskap 1890
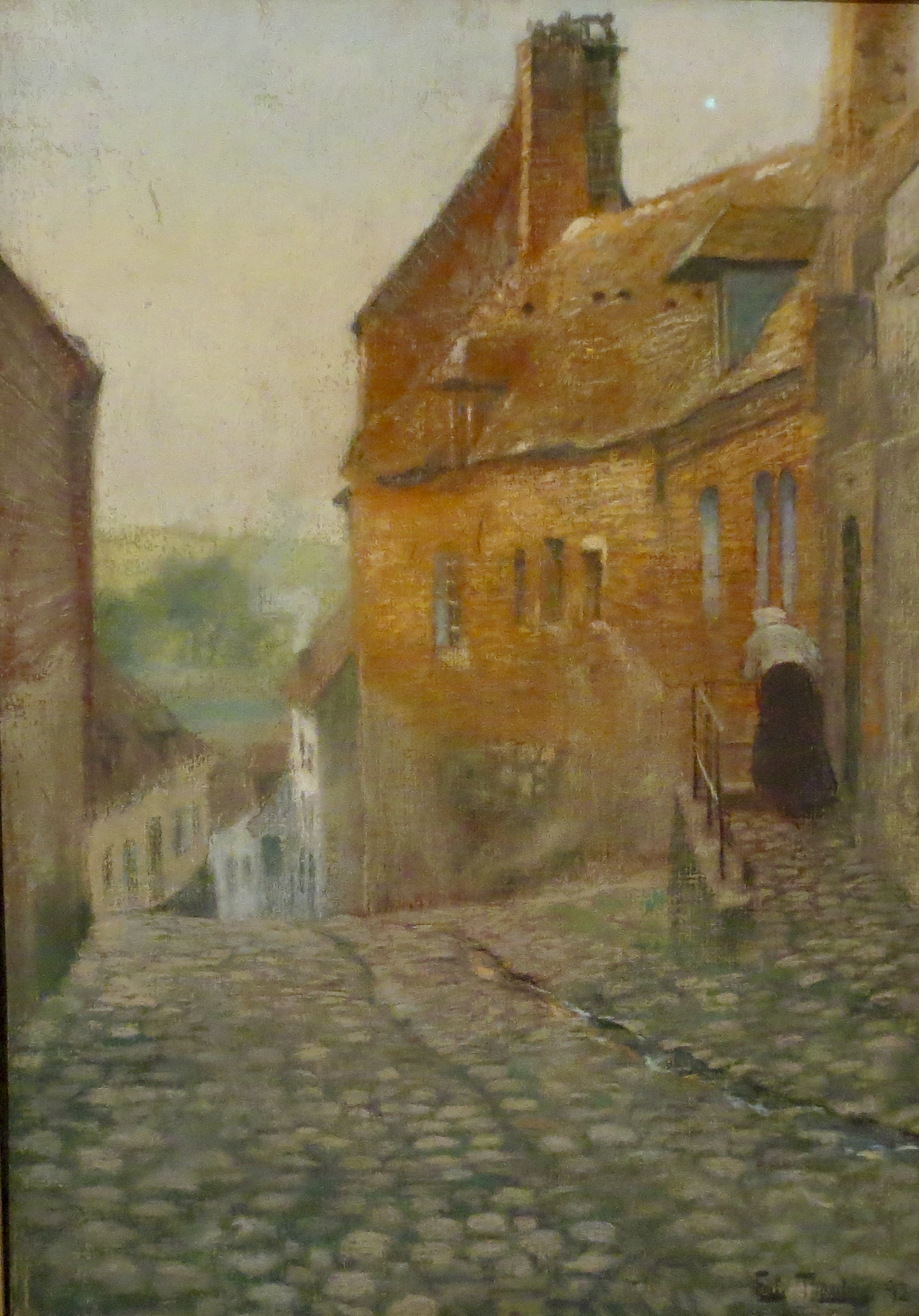
Rue de Montreuil-sur-Mer 1892
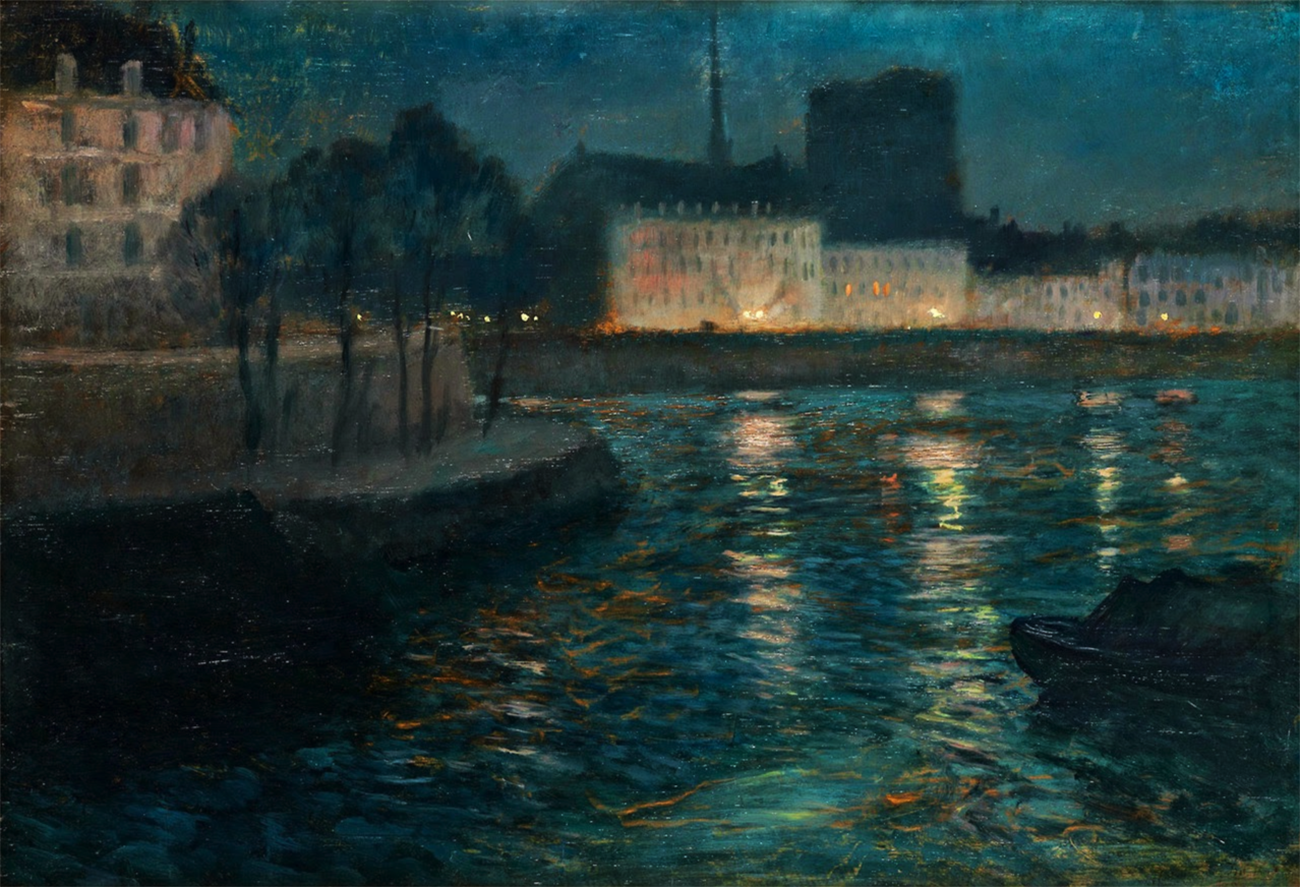
Ambiance Du Soir 1893
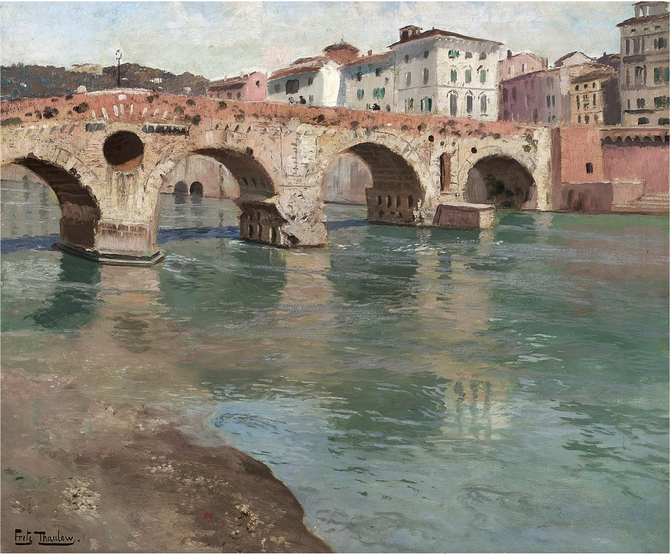
Ponte Pietra, Verona 1894
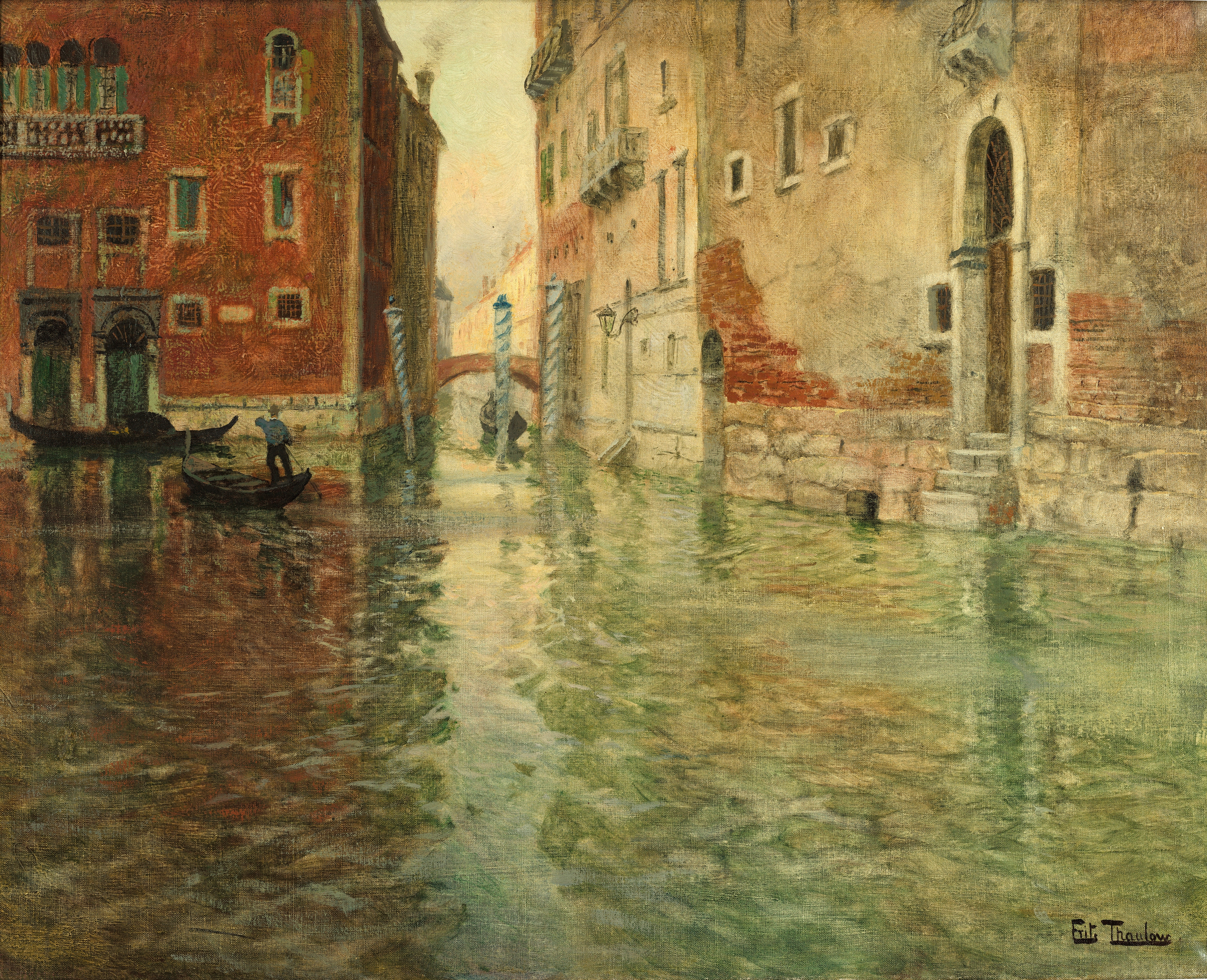
Venise 1894
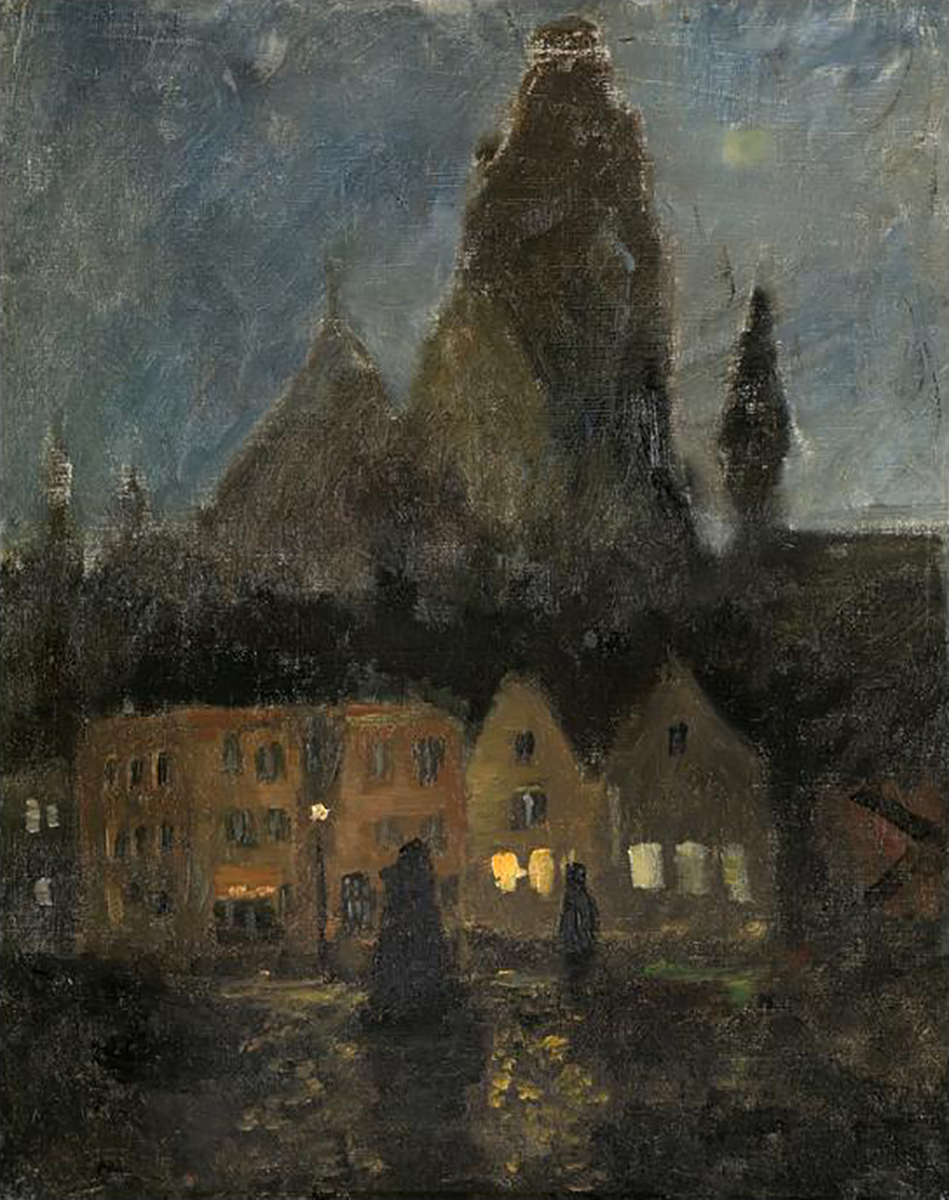
Kveldstemning, Dieppe 1894-1898
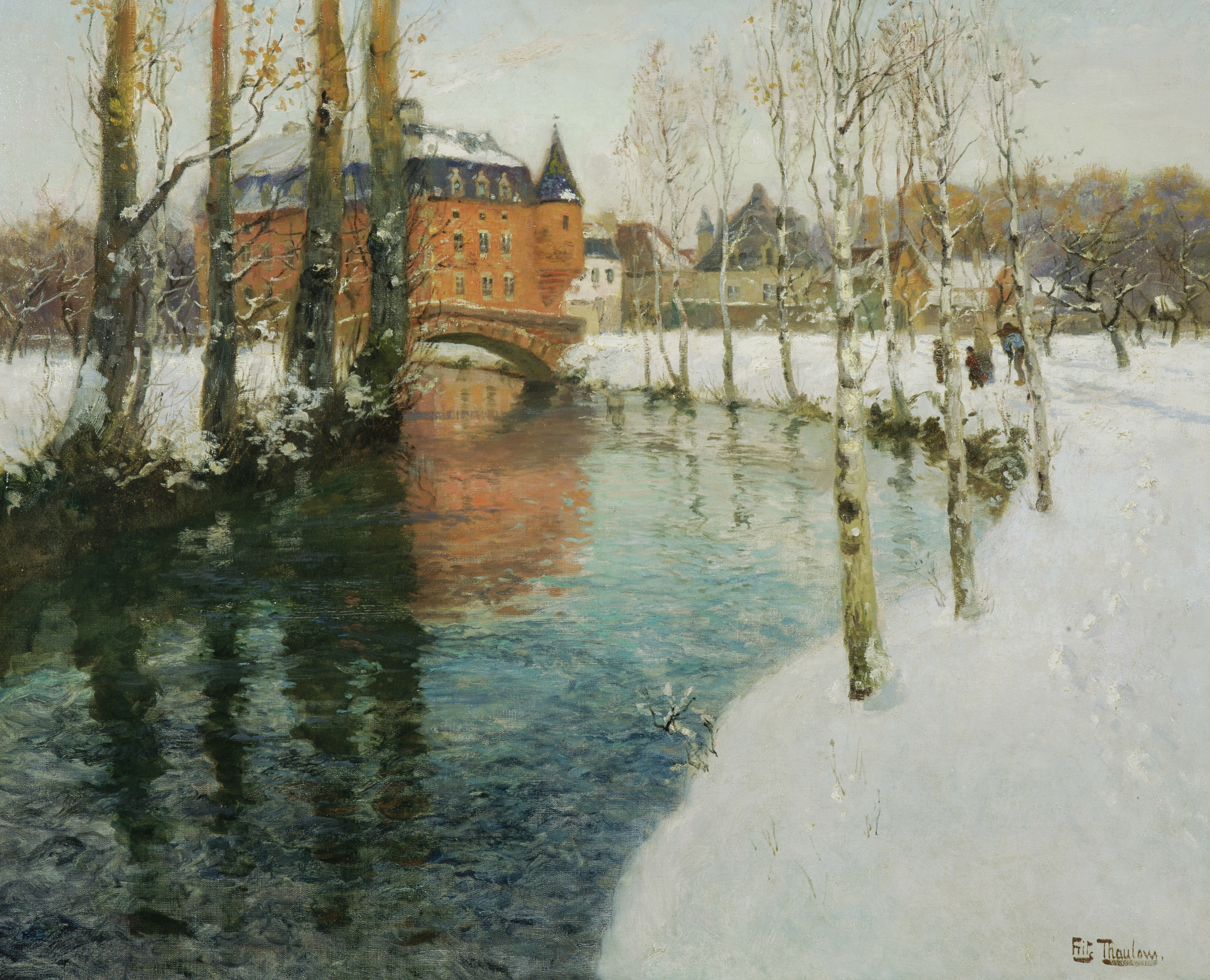
Un château en Normandie 1895
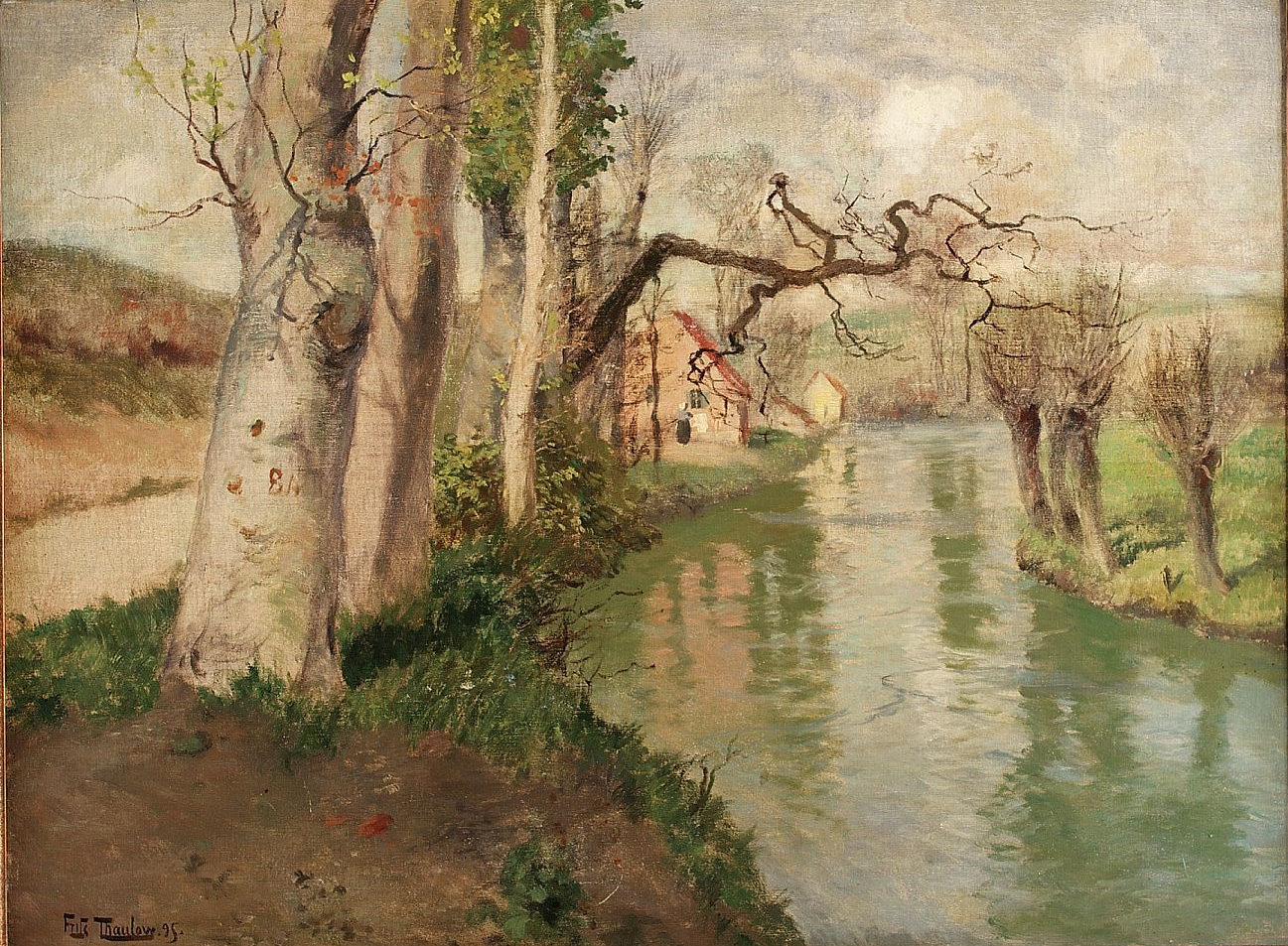
Fra Dieppe med elven Arques 1895
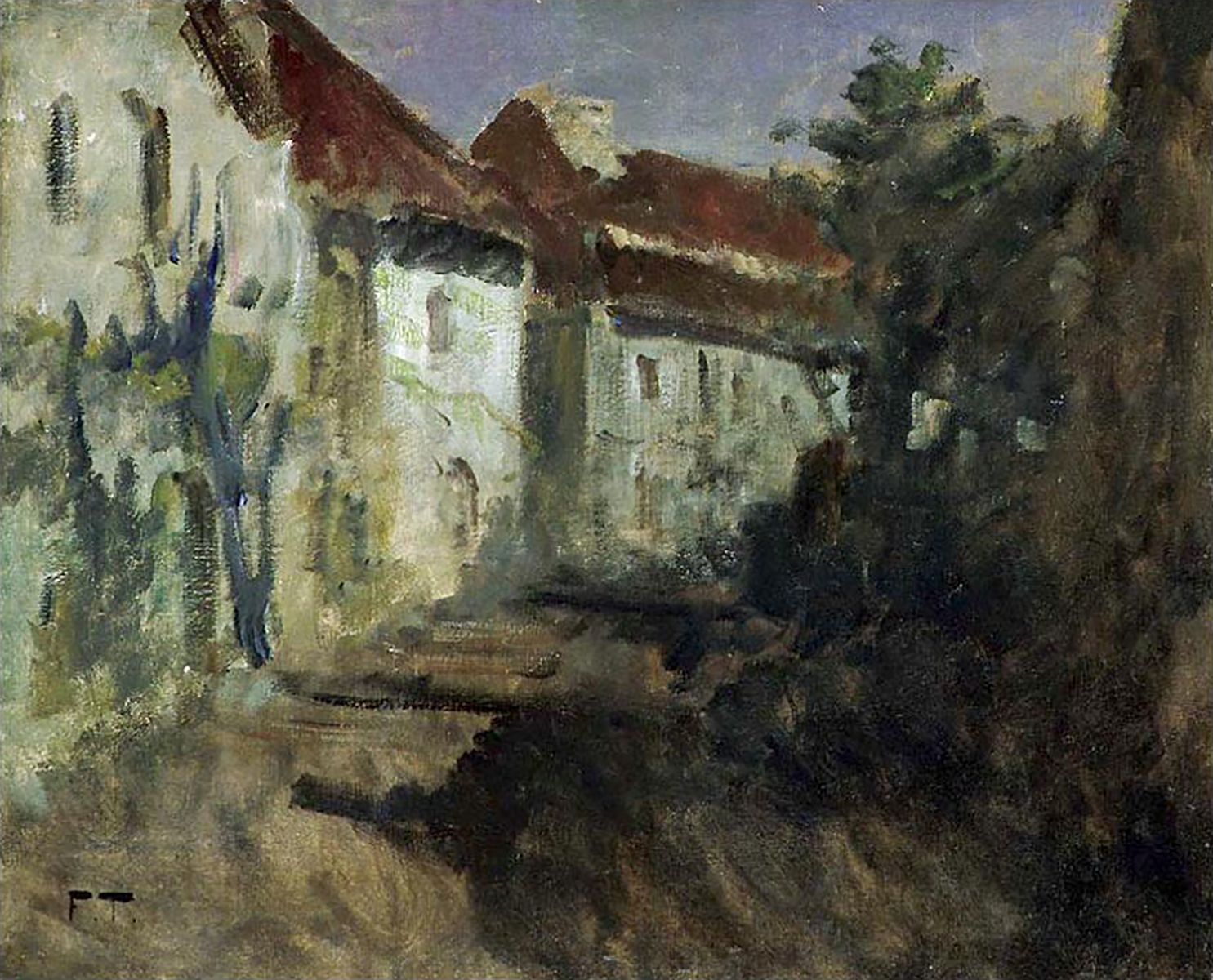
Måneskinn Dieppe 1896
Boulevard de la Madeleine à Paris 1896-1897
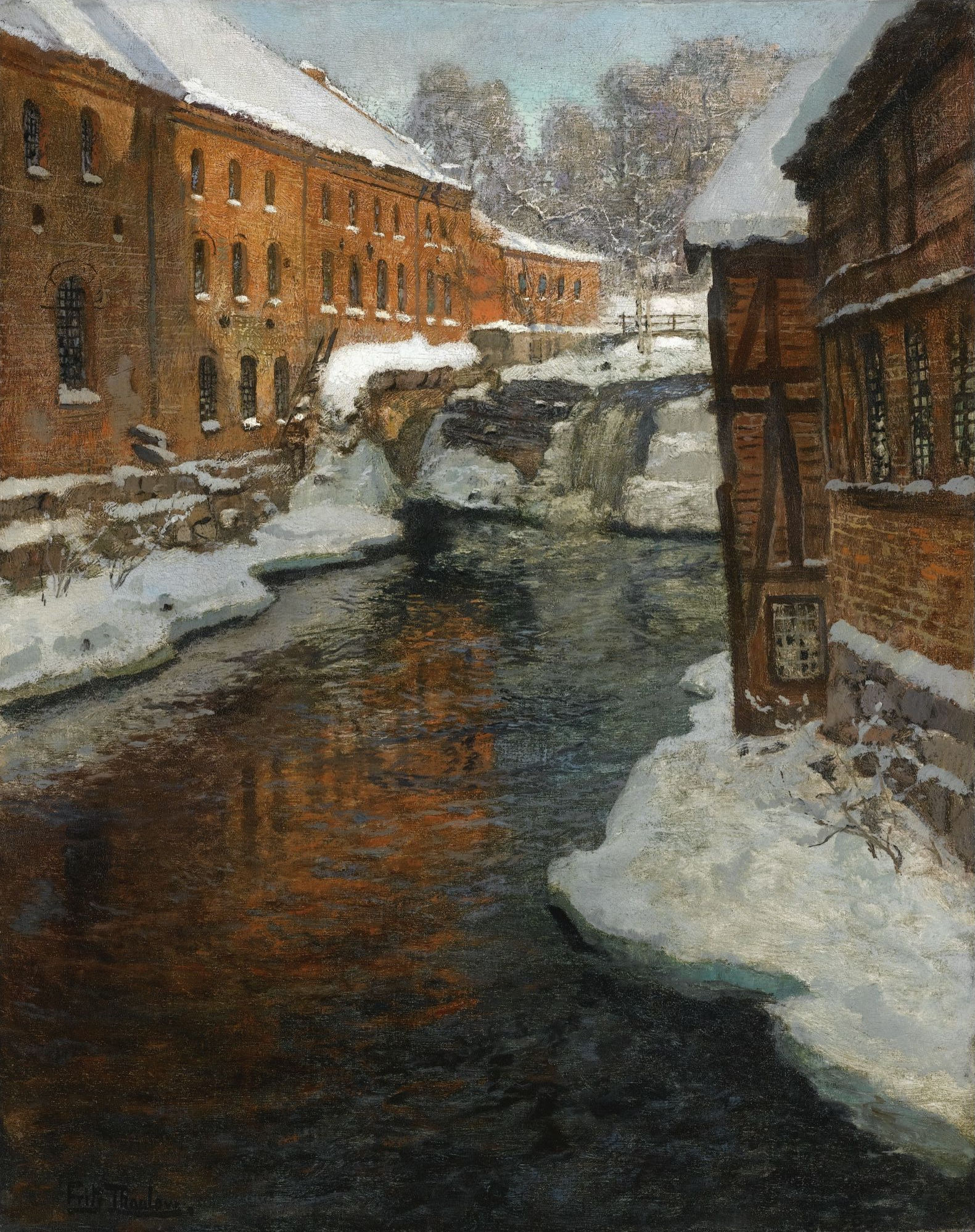
Fra Akerselven 1897-1901
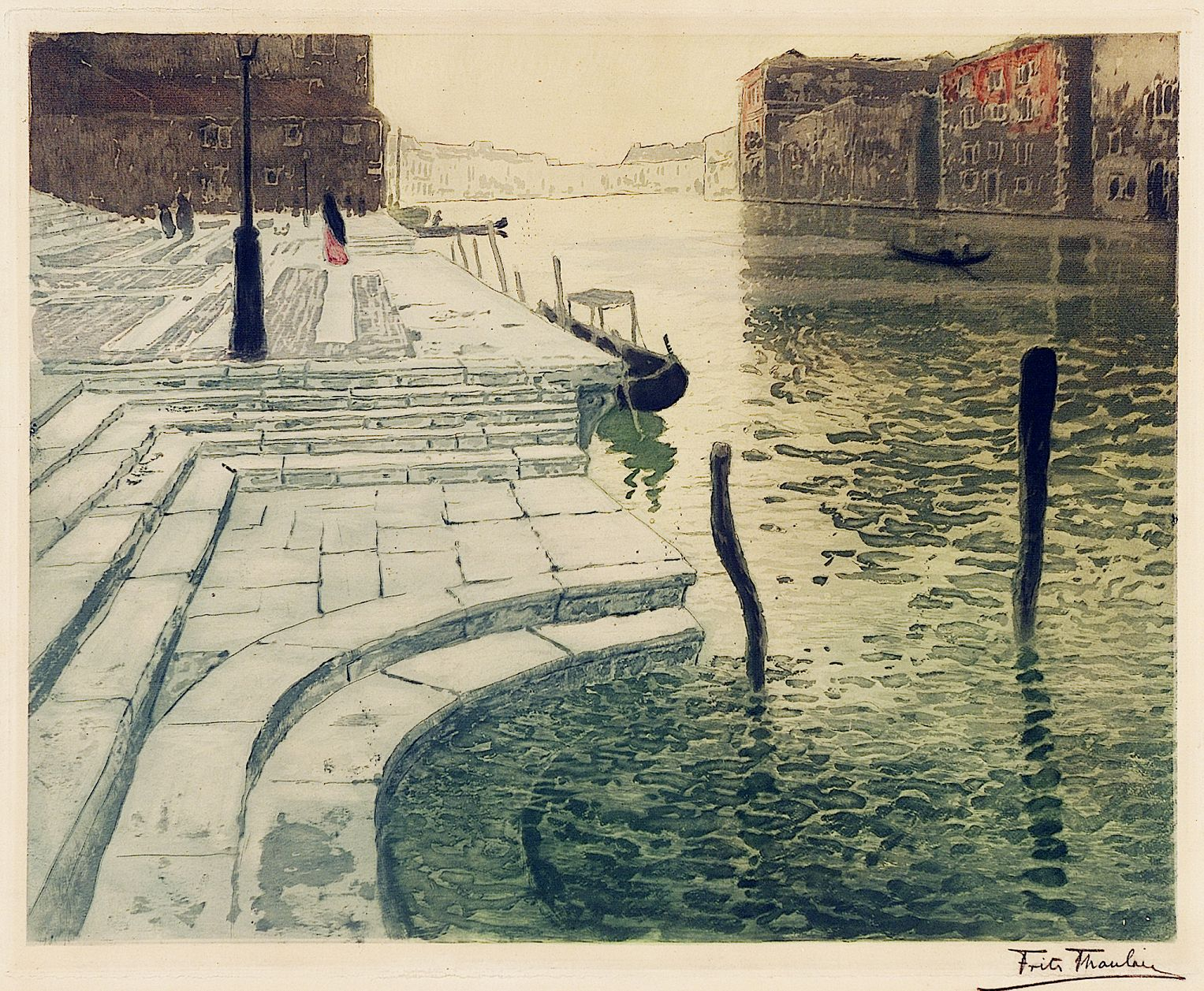
Marmortrappen 1903
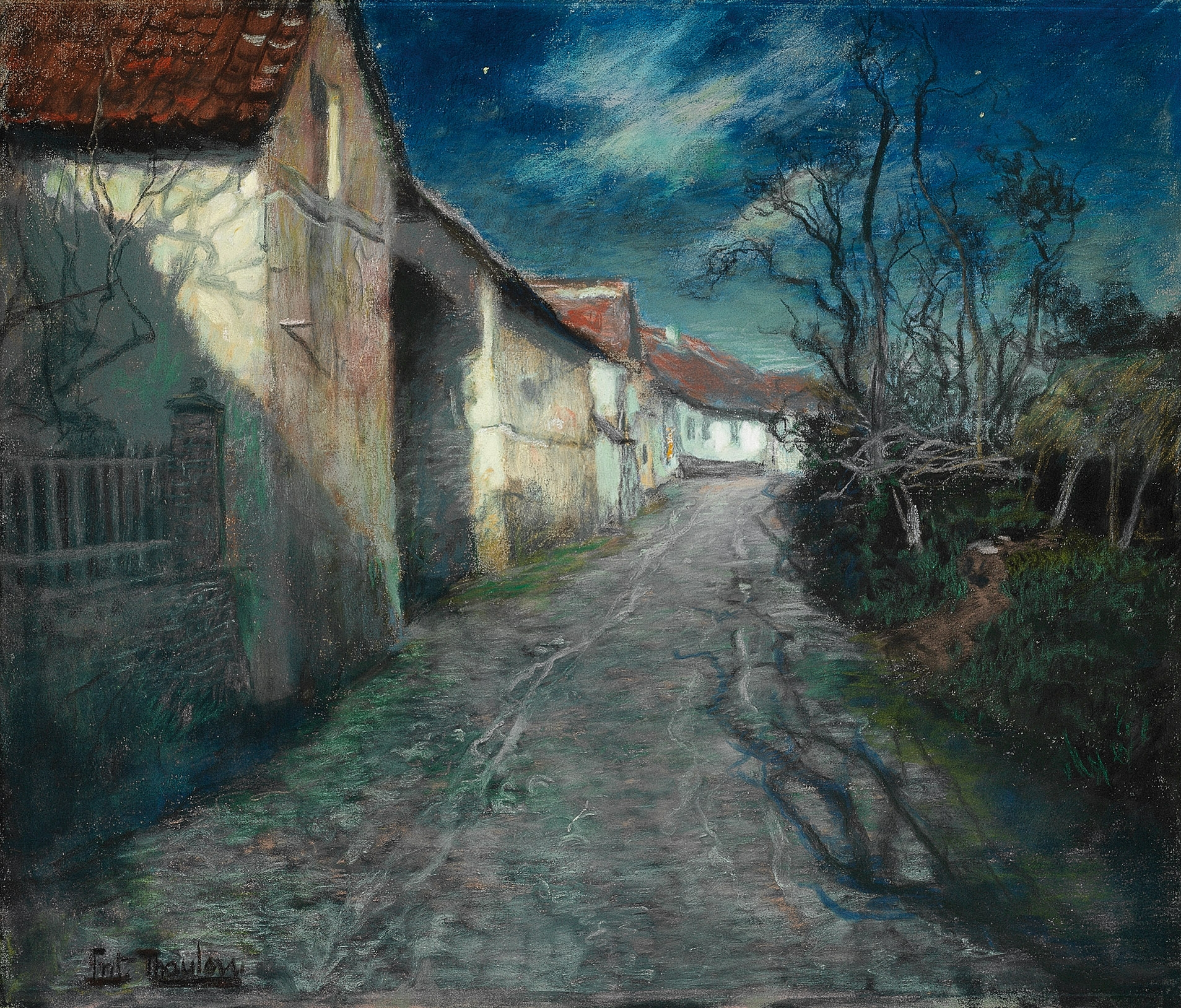
Clair de lune à Beaulieu 1904
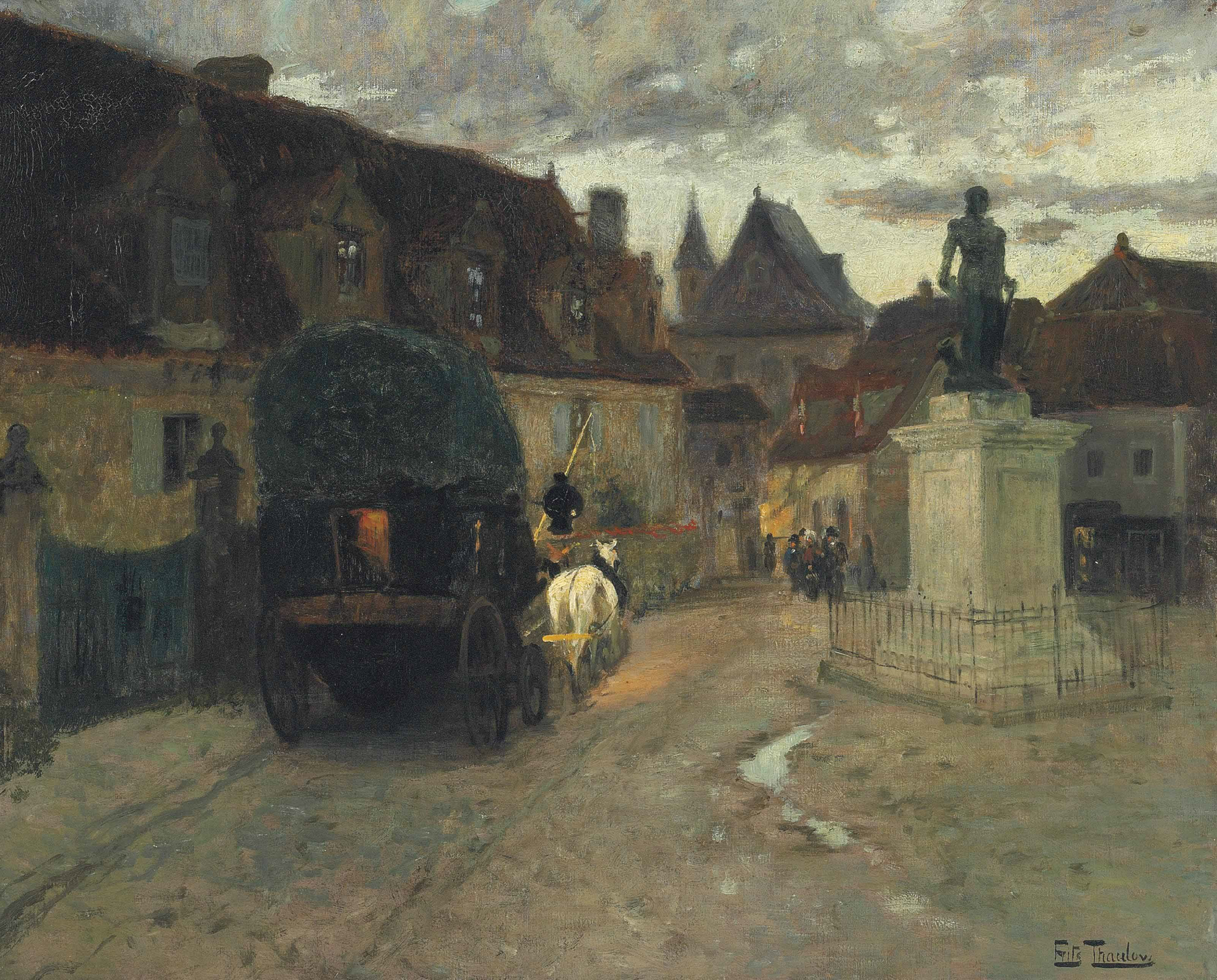
Place Marbot 1904
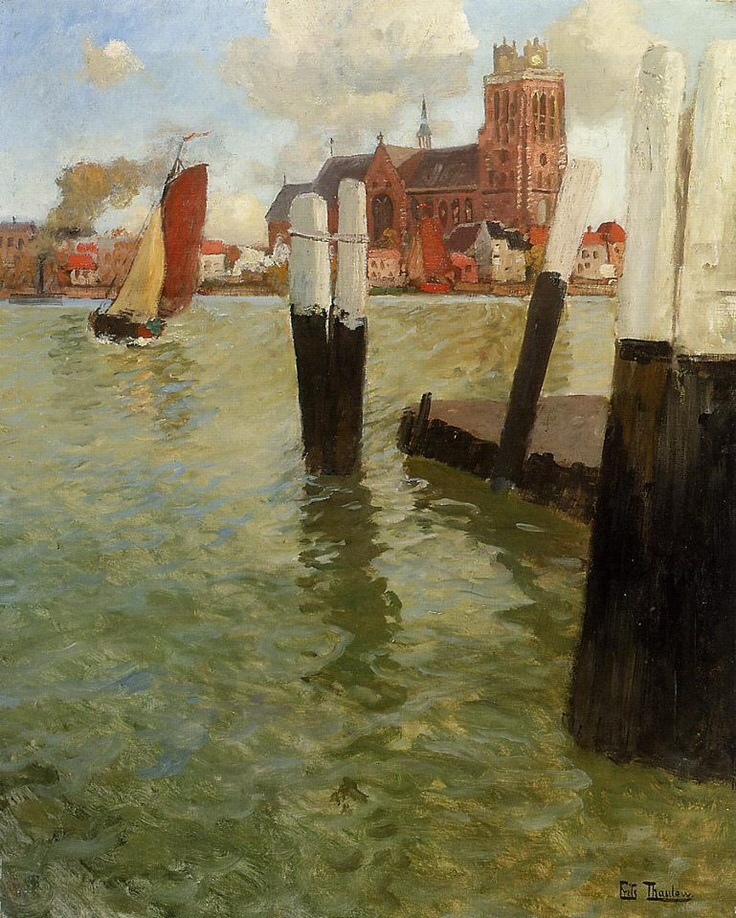
Dordrecht 1905
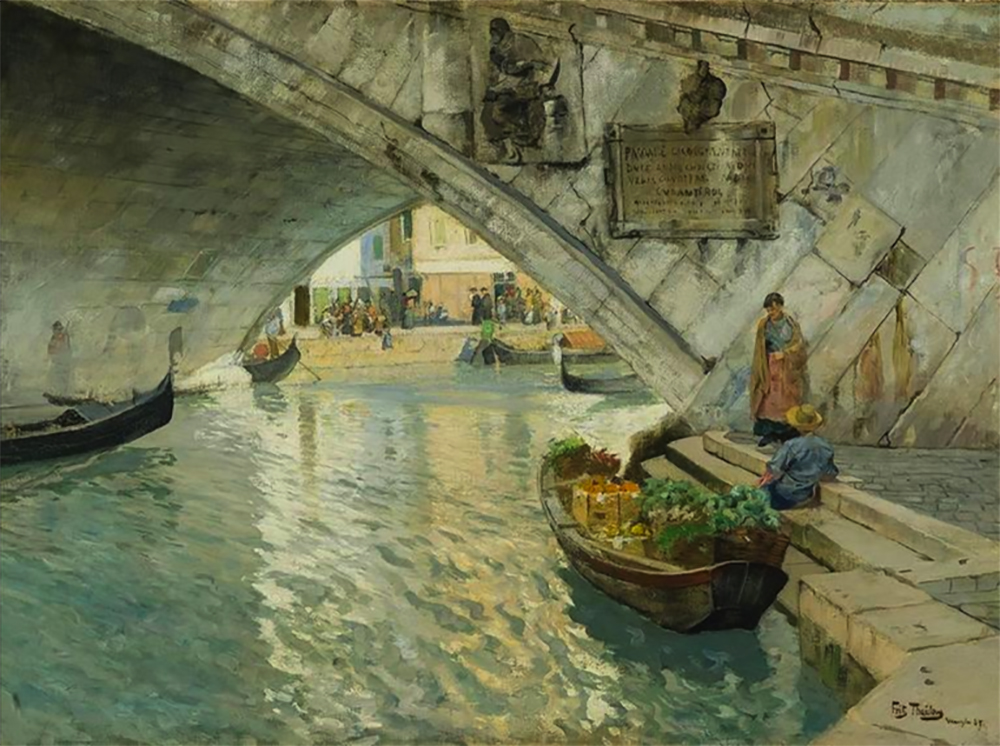
Sous le pont du Rialto de Venise
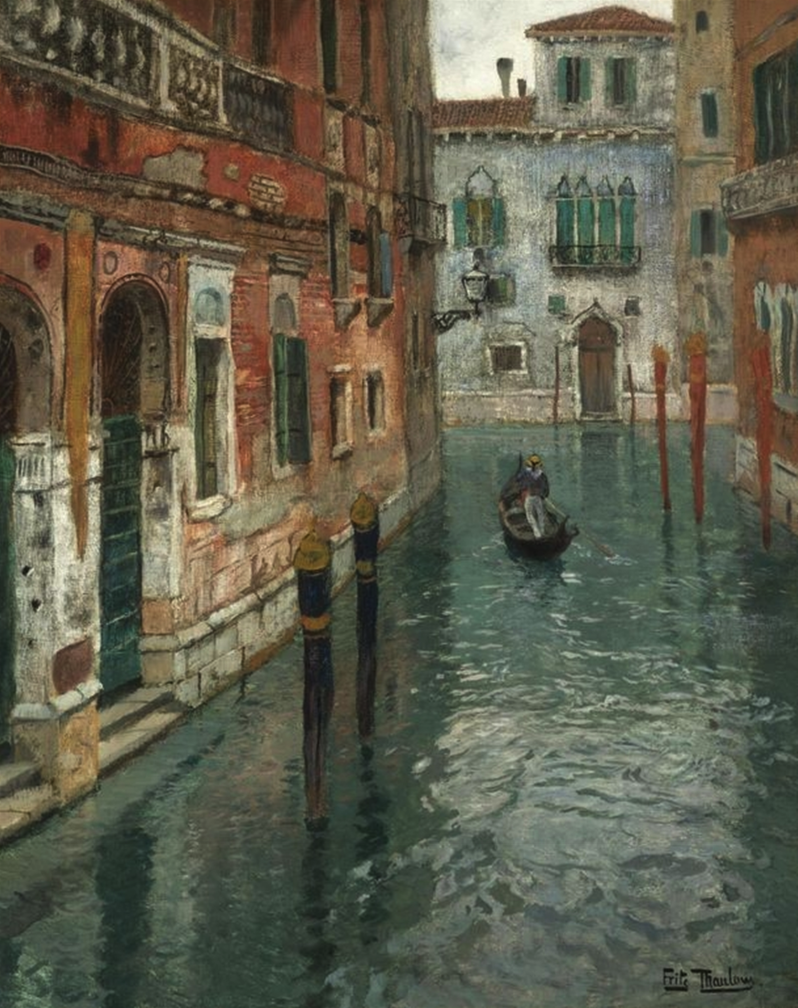
Vue de Venise
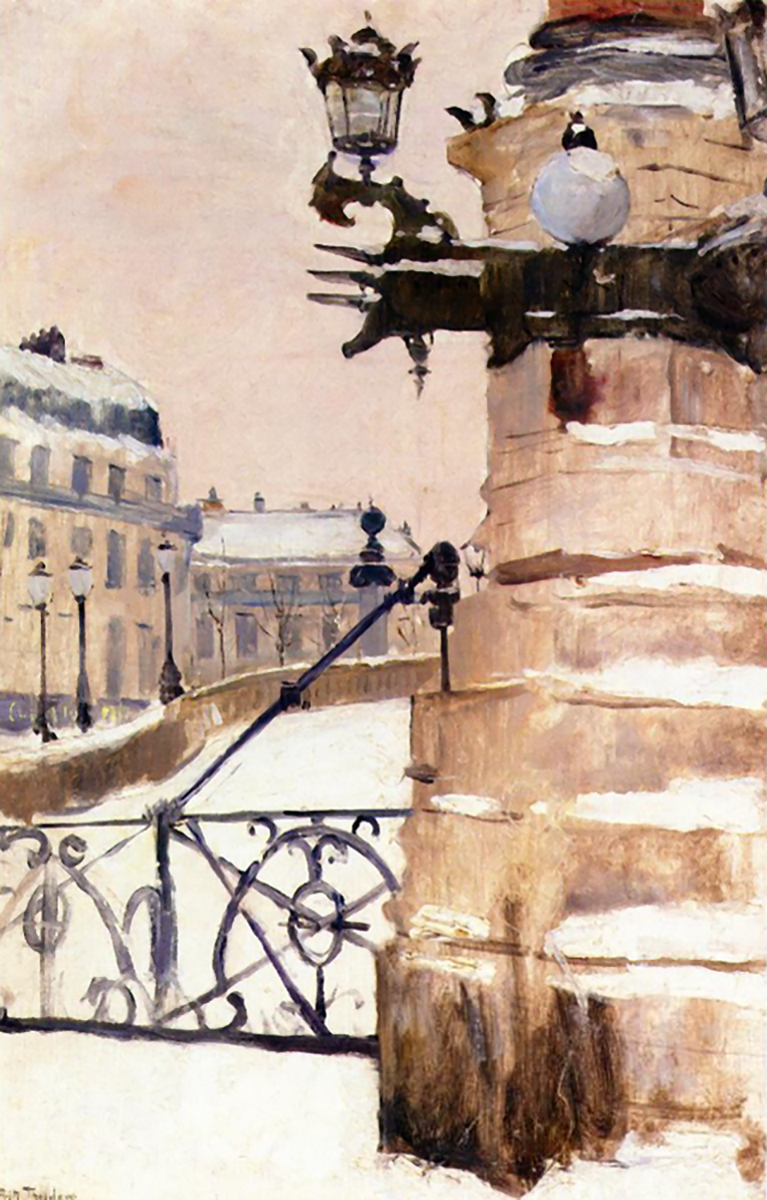
Hiver à Paris
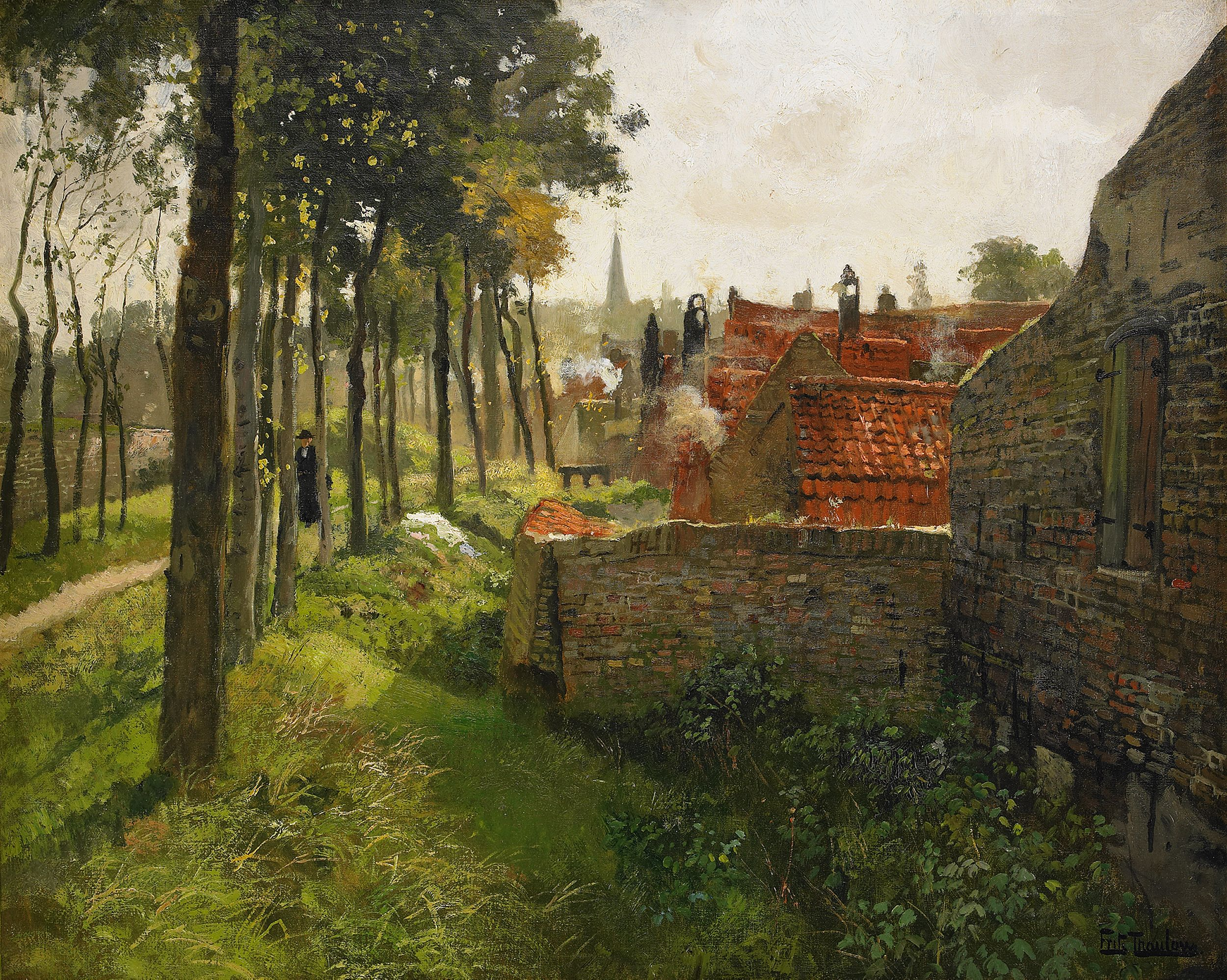
Le Curé